# 重力場中電荷輻射悖論
從過去積累的物理學知識發展，根據電磁學中的馬克士威方程組，帶電粒子做加速運動時會釋放出電磁輻射，在慣性系中則不會。而在廣義相對論中，由於等效原理，看似因重力場對地表加速的自由落體其實是等同於局域慣性系；在星球表面，由抵抗重力作用的支持力支撐住而看似靜止不動的物體，其實等同在無重力場的空間中向上方加速的物體。這兩種情形的結合會引發一項悖論：根據廣義相對論的觀點，靜止在地表的電荷其實是在加速，而應該放出輻射？或換言之，從太空中自由落下的電荷其實是在慣性系，而不該放出輻射？此即重力場中電荷輻射悖論，在20世紀時曾引起諸多物理學家辯論，而時至21世紀仍有新的學術觀點被提出。